# Beiqi Foton Motor
Beiqi Foton Motor is een Chinese fabrikant van lichte en zware vrachtwagens, bussen, tractoren, bestelwagens, pick-ups, suv's en gespecialiseerde voertuigen. Het bedrijf werd in 1996 opgericht door en is een dochteronderneming van de BAIC-groep.
De merknaam van de voertuigen was eerst Beijing Futian. Sinds 2003 wordt de merknaam Foton gehanteerd. Het bijhorende diamant-logo werd in 2010 geïntroduceerd. In 2014 verwierf men de rechten op de naam Borgward, een reeds lang verdwenen Duitse autobouwer. In 2016 werd de eerste personenauto van dit merk gepresenteerd.
Foton is wereldwijd actief in meer dan 130 landen. In 2022 verkocht het 338.000 voertuigen en behaalde een omzet van 100 miljard yuan of zo'n 14 miljard euro.

## Joint ventures
In de loop der jaren ging Foton verschillende joint ventures aan met buitenlandse sectorgenoten, die hiermee toegang kregen tot de Chinese markt:
- Beijing Foton Cummins Engine in 2008 met het Amerikaanse Cummins voor de productie van zware dieselmotoren.
- Beijing Foton Daimler Automotive in 2012 met het Duitse Daimler om zware vrachtwagens te bouwen.
- Foton ZF in 2017 met het Duitse ZF om versnellingsbakken te produceren.

Foton werkt ook met een joint venture in Noord-Korea. Enkele van zijn automodellen worden in Pyongyang gebouwd onder de merknaam Chonji.

## Modellen
- bus: AUV
- vrachtwagens: Auman, Aumark, Forland, Ollin, Rowor
- bestelwagens: Midi, MP-X, Toano, View, Xiangling
- mpv's: Gratour im6/8, Gratour ix5/7
- suv's: Saga, Sauvana, Smart Smurf (Zhilan), SUP
- pick-ups: Mars 7, Mars 9, Tunland

Aiways · 
BAIC (Foton) · 
Brilliance · 
BYD · 
Changan · 
Chery · 
Denza · 
Dongfeng · 
FAW (Hongqi) · 
Geely (Lynk & Co · Zeekr) · 
Great Wall Motor · 
Hozon · 
Leapmotor · 
Li Auto · 
NIO · 
SAIC · 
Seres (AITO) · 
Xiaomi · 
XPeng